# Igotz Garde
Igotz Garde Gómez (Pamplona, 31 de octubre de 1981) fue un jugador de fútbol español que jugaba en la demarcación de defensa. Actualmente ejerce de entrenador, siendo el Club Deportivo Avance Ezcabarte el último club al que dirigió.

## Biografía
Igotz Garde debutó como futbolista profesional en 2004 con el CD Azkoyen. Tras una temporada fue fichado por el CA Osasuna "B", quien cedió al jugador a la UD Atlético Gramenet. Al volver tras cesión al club navarro, esta vez jugado en el primer equipo, el jugador fue traspasado al Granada CF. Al finalizar la primera parte de la temporada, el jugador fue cedido en el mercado de invierno de 2008 a la UE Sant Andreu, y posteriormente traspasado al CF Badalona. En el año 2010 fichó por el Peña Sport FC.

## Clubes

### Como futbolista
| Club                 | País   | Año       | Partidos | Goles |
| -------------------- | ------ | --------- | -------- | ----- |
| CM Peralta           | España | 2004-2005 | 29       | 0     |
| CA Osasuna "B"       | España | 2005-2006 | 33       | 1     |
| UD Atlético Gramenet | España | 2006-2007 | 27       | 1     |
| CA Osasuna           | España | 2007-2008 | 0        | 0     |
| Granada CF           | España | 2008-2009 | 11       | 0     |
| UE Sant Andreu       | España | 2009      | 6        | 1     |
| CF Badalona          | España | 2009-2010 | 24       | 0     |
| Peña Sport FC        | España | 2010-2014 | 88       | 1     |

### Como entrenador
| Club                | País   | Año       |
| ------------------- | ------ | --------- |
| Peña Sport FC       | España | 2019-2020 |
| CD Baztán           | España | 2020-2022 |
| CD Avance Ezcabarte | España | 2022-2024 |